# Iuchar
Dans la mythologie celtique irlandaise Iuchar est l'un des trois fils de Tuireann, petit-fils d'Ogma, le dieu de la magie et de l'éloquence des Tuatha Dé Danann.
Ses frères sont Iucharba et Brian (en).
Dans Oidheadh Chlainne Tuireann (La Tragédie des fils de Tuireann), les trois frères ont l'intention de tuer Cian, l'ennemi de leur père. Cian est le père de Lug , l'un des plus grands des Tuatha Dé Danann . Pour leur échapper, Cian se transforme en cochon, mais les frères se transforment en chiens et le lancent à ses trousses. Ils le tuent, démembrent son corps et tentent de dissimuler leur crime. 
Pour les punir, Lug les envoie parcourir le monde, à la recherche d'armes magiques qu'il envisage d'utiliser ce qui restera connue comme la seconde bataille de Magh Tuireadh. Les frères rentrent en Irlande avec les armes convoitées, mais grièvement blessés. Malgré leurs suppliques, Lug refuse de les guérir.
Dans au moins une version de ce récit, Iuchar et Iucharba sont présentés comme des enfants gâtés, faibles, agissant sous la coupe d'un Brian intelligent et subtil.